# Schafstall Homfeld 9
Der Schafstall Homfeld 9 in Bruchhausen-Vilsen-Homfeld, südlich des Kernortes, stammt vermutlich aus dem 18. Jahrhundert.
Das Gebäude steht unter Denkmalschutz.

## Geschichte
Das eingeschossige kleine traufständige Gebäude in Fachwerk mit Steinausfachungen und reetgedecktem Walmdach mit Uhlenloch und niedersächsischen Pferdeköpfen sowie Längsdurchfahrt gehörte zu einer Hofanlage der 1836 erwähnten Familie Johann Albert Diers auf der anderen Straßenseite.